# Xavier Mussat
Pour les articles homonymes, voir Mussat.
Xavier Mussat est un graphiste, dessinateur, illustrateur, auteur et musicien français, né le 3 mai 1969 à Nîmes.
Il est l'auteur d'ouvrages, de dessin animé et de bandes dessinées.
Il fait partie des cofondateurs des éditions Ego comme X. 

## Biographie
Xavier Mussat obtient un baccalauréat option arts-plastiques à Bayonne. Il entre aux Beaux-Arts d'Angoulême en 1989, choisit un cycle de graphisme publicitaire et obtient son diplôme en 1993.
Un an plus tard, en 1994, il participe à la création des éditions Ego comme X, avec Loïc Néhou, Fabrice Neaud, Céline Puthier et Thierry Leprévost, et publie ses premiers récits autobiographiques dans la revue du même nom. Ses récits sont aussi publiés dans la revue Bananas. Il a en même temps une activité d'illustrateur et maquettiste en publicité.
En 1996, il se tourne vers le dessin animé. Il travaille sur des séries télévisées puis avec le réalisateur Michel Ocelot sur son long-métrage Kirikou et la Sorcière.
En 1998, il abandonne le dessin animé pour la bande dessinée et commence un récit d'autofiction sur les années passées à Angoulême. Ce travail lui fait créer un premier album, Sainte Famille, publié en 2001 par Ego comme X,.    
Il est admis en résidence en octobre 2002 à la « Maison des auteurs » à Angoulême, où il commence son album suivant, Carnation. Parallèlement, il se professionnalise dans l'illustration pour la jeunesse et publie plusieurs ouvrages. En août 2006, il s'installe à Paris. Il anime des ateliers pour enfants à la Maison des enfants de Louveciennes (ateliers d'animation, de bande dessinée puis de dessin). À partir de mars 2009, il enseigne aussi l'expression visuelle en école d'arts appliqués.
En juin 2014, Casterman publie son deuxième album autobiographique, Carnation,. Fin décembre 2014, le magazine Télérama sélectionne l'album dans une liste des 10 meilleures BD de 2014.
Après la publication de Carnation, Xavier Mussat se tourne graphiquement vers un dessin semi-abstrait. Il fonde le label Apocope et il y publie en avril 2016 Les Reitres où ses dessins accompagnent un texte de Paul-André Landes. En février 2018, toujours sous le label Apocope, il publie Infinite Loss. En juillet 2018, il auto-édite un court recueil de dessins : Éléphant.
Parallèlement à cette évolution, Xavier Mussat joue de la guitare et fait de la musique expérimentale . Ainsi, il participe en 2017 et 2018 à l'ensemble Électron, orchestre d'improvisation dirigé par Olivier Benoit. De 2015 à 2017, il forme un duo avec le bassiste marseillais Manuel Castel. 
En 2023, il publie chez Albin Michel une nouvelle BD, Les Pistes invisibles, récit fictif d'un homme qui abandonne sa vie quotidienne du jour au lendemain et s'enfonce dans une forêt pour y disparaître.

## Travaux en bande dessinée

### Langage
Après quelques premiers tâtonnements à la gouache, Xavier Mussat opte  pour le noir et blanc pour ses deux premiers albums, Sainte famille et Carnation.
Ses références picturales sont parvois citées dans ses albums. Il puise également dans le bestiaire de l'imagination collective qui lui fournit un lexique symbolique pour parler de l'humain.

### Positionnement autobiographique
En 1994, Xavier Mussat est l'un des cofondateurs des Éditions Ego comme X, revue s’affirmant entièrement autobiographique.
Avec le recul, Xavier Mussat désavoue cette vision simpliste d'une supériorité de l'autobiographie sur la fiction. Prenant en compte « l'effort d'invention permanente qu’entraîne toute démarche autobiographique » et le « mouvement plus ou moins heurté qui s'effectue entre souvenir, pensée, critique et invention », il affirme que la fictionnalisation en autobiographie est inévitable et que la vérité est à chercher dans la matière employée, le vécu.

## Travaux dans la musique

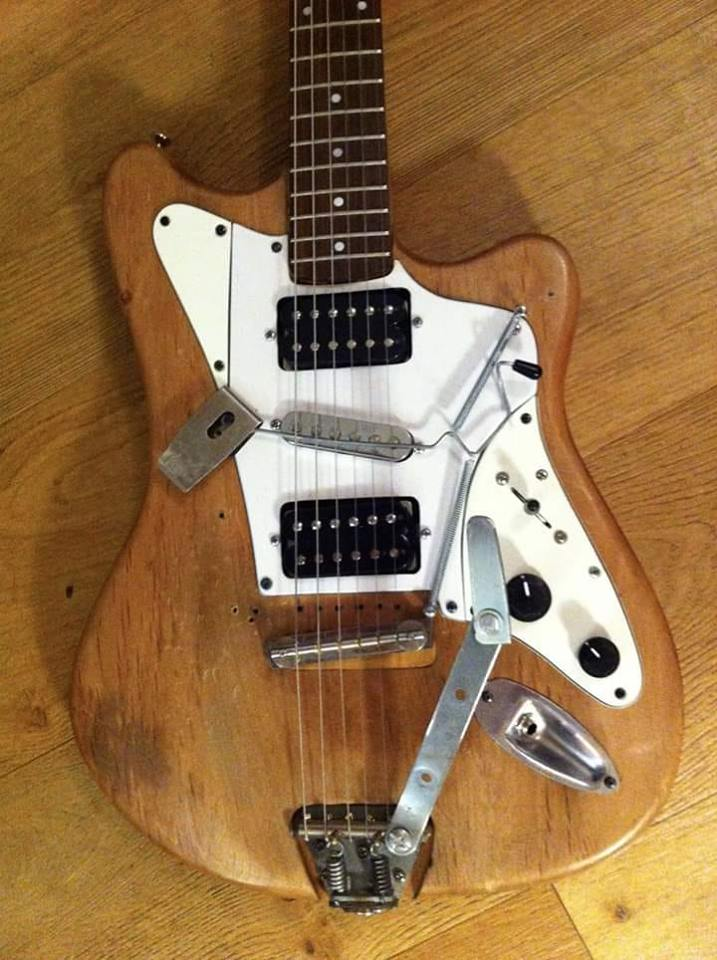
Guitare augmentée, prototype par Patrick Kruger

Xavier Mussat utilise une guitare trafiquée pour obtenir des effets assez éloignés de ce qu'on peut attendre d'une guitare électrique traditionnelle.

## Publications

### Bande dessinée

#### Albums
- Sainte famille, Ego comme X, 2002[12]. Sélectionné pour le prix du premier album au festival d'Angoulême 2003[réf. nécessaire]. Réédition 2014.
- Neaud/Squarzoni/Mussat, Ego comme X/La Maison des auteurs, 2004. Album hors commerce en collaboration avec Fabrice Neaud et Philippe Squarzoni.
- Carnation, Casterman, 2014, prix Sheriff d'or de la librairie Esprit BD.
- Les Pistes invisibles, Albin Michel, 2023.

#### Revues
Participations :
- Ego comme X no 1 à 5 et 7 (1994-2000)
- Bananas no 1 à 3.

### Illustration

#### Livres
- Brouillard sur l'Etna, Magnard, 2002.
- La Révolution industrielle, Mango, 2003.
- Contes et légendes du loup, Nathan, 2004.
- Le Moyen Âge sur un plateau, Nathan, 2005.
- C'est pas sorcier d'être un loup, Nathan, 2006.
- À cheval, Tourbillon, 2007.
- Paris sur un plateau, Nathan, 2008.
- L’Égypte des pharaons , Nathan, 2009.
- Vivre au Moyen Âge, Nathan, 2011.

#### Presse Jeunesse
Il participe ponctuellement à différentes revues de la presse jeunesse, telles que la revue Science et Vie junior (no 240, 243 et 252), Je lis des histoires vraies ou encore  Superscope & Megascope.

### Dessins
- Infinite Loss (Apocope)
- Les Reîtres (Apocope)
- Horst (La 5e couche)

## Discographie
- Ay'Nar avec Manuel Castel (Apocope)
- 4 cous raides (album numérique[13])
- Bruxos avec Bruno Billaudeau (Apocope)
- Provided for courses (album numérique)

### Radio
- Un autre jour est possible, France Culture - Interview audio de Xavier Mussat par  Abdelwahab Meddeb, juillet 2014.
- Podcast de l'émission Les Oreilles libres du 28 septembre 2018 sur Radio libertaire : interview de Xavier Mussat.